# 5247 Krylov
5247 Krylov este un asteroid din centura principală de asteroizi.

## Descriere
5247 Krylov este un asteroid din centura principală de asteroizi. A fost descoperit pe 20 octombrie 1982 la Observatorul de Astrofizică din Crimeea de Liudmila Karacikina. El prezintă o orbită caracterizată de o semiaxă mare de 2,33 ua, o excentricitate de 0,16 și o înclinație de 23,5° în raport cu ecliptica.